# 1270

## Догађаји
- Краљ Луј IX од Француске покреће Осми крсташки рат, у покушају да поврати крсташке државе од мамелучког султана Бајбарса; почетни сукоб је опсада Туниса.
- 25. август – Краљ Луј IX од Француске умире док опседа град Тунис, вероватно због лошег квалитета воде за пиће.
- 30. октобар – Опсада Туниса и Осми крсташки рат се завршавају споразумом између Карла I од Сицилије (брата Луја IX) и Мухамеда I ел-Мустансира, калифа Туниса.
- 10. август – Јекуно Амлак збацује етиопску династију Загве, преузима царски престо и успоставља Соломонску династију, која ће трајати до 1974.
- У Кореји почиње побуна Самбјеолчо против династије Горјео, вазалне државе династије Јуан.
- Древни град Аскалон је освојен од крсташких држава и потпуно уништен од стране мамелучког султана Бајбарса, који је чак затрпао његову важну луку, остављајући локацију пустом, а град никада није обновљен.
- Град Табриз, у данашњем Ирану, постаје престоница Монголског царства Илканата.
- Основана је независна држава Куч, у данашњој Индији.
- Попис становништва кинеског града Ханџоу утврђује да у њему живи око 186.330 породица, не рачунајући посетиоце и војнике.
- 15. децембар – Низаријски исмаилитски гарнизон Гердкуха, Персија, предао се Монголима након 17 година.
- 1. септембар – Краљ Стефан V од Угарске пише свој пут до античког кастела близу Михољанца, где је недавно откривен Атилин мач.
- Децембар – Кључни аспекти филозофије авероизма (која се сама заснива на Аристотеловим делима) забрањени су од стране Римокатоличке цркве, у осуди коју је донела папска власт на Универзитету у Паризу.
- Завршена је „Summa Theologica“, дело Томе Аквинског које се у Римокатоличкој цркви сматра најважнијим изразом њене теологије.
- Санскритске басне познате као Панчатантра, које датирају још из 200. године пре нове ере, преведене су на латински језик, са хебрејске верзије коју је написао Јован Капуански.

### Фебруар
- 16. фебруар — Велико војводство Литванија је однела пресудну победу над Ливонијским редом у бици код Карусеа вођеној на залеђеној површини Балтичког мора.

## Смрти
- 3. мај — Бела IV, краљ Мађарске. (*1206)
- 25. август — Луј IX Свети, краљ Француске. (*1214)